# Castell de Nijō
El castell Nijo és un castell japonés situat a Kyoto, Japó. La superfície total del castell és de 275.000 m², dels quals 8.000 són ocupats per diversos edificis.
Forma part del conjunt de Monuments històrics de l'antiga Kyoto (ciutats de Kyoto, Uji i Otsu) declarats Patrimoni de la Humanitat per la Unesco l'any 1994.

## Història
Al 1601 Tokugawa Ieyasu, el fundador del shogunat Tokugawa, ordenà a tots els senyors feudals que contribuïren a construir el castell de Nijō: es conclogué durant el regnat de Tokugawa Iemitsu, el 1626. Fou construït com a residència a Kyoto dels shoguns Tokugawa. Durant el shogunat Tokugawa, la capital del país era Edo, però a Kyoto residia la cort imperial.
El castell central o donjon fou destruït per un llamp al 1750.
Al 1788, el palau interior fou destruït per un incendi que es propagà per la ciutat, i quedà pràcticament abandonat fins a 1893.
Al 1867, el palau de Ninomaru fou el lloc des del qual Tokugawa Yoshinobu declarà que tornava l'autoritat a la cort imperial de Kyoto. A l'any següent, els membres del gabinet s'instal·laren al castell. El 1939 el palau fou donat a la ciutat de Kyoto i s'obrí al públic el 1940.

## Organització

### Defenses
El castell de Nijō tenia dues defenses en forma d'anells concèntrics: eren murs i un ampli fossat. També tenia un mur molt més senzill que envoltava el palau de Ninomaru. El mur exterior té tres portes, mentre que l'interior en té dues. A la cantonada sud-oest del mur interior hi ha la base d'una torre de cinc pisos d'alt, que es destruí al 1750. El mur interior protegeix el palau d'Honmaru i el jardí. Entre els dos anells principals de defensa es troba el palau de Ninomaru, cuines, la guàrdia i diversos jardins.

### Palau de Ninomaru
El palau de Ninomaru té una superfície de 3.300 m² i està construït sobretot de xiprer Hinoki. Al costat est, es caracteritza pel seu elegant i simple estil arquitectònic Shoin-zukuri, amb un aire samurai. La luxosa decoració del palau inclou grans quantitats de fulles d'or, així com gravats de fusta, així s'intentava impressionar els visitants amb el poder i benestar del shōgun. Les portes corredisses i les parets de cada habitació estan decorades amb pintures d'artistes de la famosa escola Kanō. Els motius de les pintures a les parets de les cambres foren escollits segons la funció de cadascuna.
El castell és un exemple del control social manifestat en l'arquitectura. Els visitants de baix rang eren rebuts a les cambres exteriors, a la zona més austera del Ninomaru, mentre que els visitants d'alt rang se'ls rebia en habitacions interiors, amb decoracions summament luxoses. Lluny d'intentar ocultar les entrades a les habitacions on es trobaven els guardaespatles, com en molts castells, els Tokugawa preferien mostrar-les per expressar un sentit d'intimidació i poder als visitants del període Edo.
A dins, hi ha diverses seccions: el sector d'accés, el Tozamurai, el Shikidai, el vestíbul principal, l'habitació Sotetsu, el Kuro Shoin i el Shiro Shoin. Té 33 habitacions i 800 tatamis. L'edifici allotjava rebedors, oficines i casernes personals del shogun, on només era permesa la presència de personal femení. Les àrees de cuina i magatzems del palau (daidokoro i okiyodokoro) són al costat nord-est. Una de les més impressionants característiques del castell de Nijō eren els «pisos de rossinyol» als corredors. Per protegir els ocupants de l'atac d'assassins que s'esmunyiren a dins, el pis del passadís que envolta el palau es construí de manera que «piulava com un ocell en caminar a sobre». L'estructura d'aquest pis rep el nom d'Uguisu-Bari o pis del Rossinyol.

### Palau d'Honmaru
El palau d'Honmaru ocupa una superfície de 1.600 m² i es compon de quatre parts: les habitacions, les cambres de recepció i entreteniment, els vestíbuls i l'àrea de la cuina. Totes les zones estan connectades per corredors i patis. L'estil arquitectònic és de finals del període Edo i l'edifici conté pintures de diversos artistes famosos com Kano Eigaku.
El palau d'Honmaru es coneixia originàriament com palau de Katsura abans de ser traslladat a l'indret on és hui.

### Jardins
L'àrea del castell té diversos jardins, així com arbredes de cirerers i arbres ume: 
- El Jardí Ninomaru és una mostra de l'estil shoin zukuri a gran escala. El disseny original del jardí sembla que fou obra de Kobori Enshu, mestre dissenyador de jardins i mestre de la cerimònia del te. El jardí es renovà al 1626 quan el nou palau es construí a la part sud del jardí per l'emperador Gomizuno-o. El jardí se situa entre els dos anells principals de defensa, al costat del palau del mateix nom. El jardí té un gran estany amb tres petites illes: al centre és l'illa de l'Eterna Felicitat (Horai-jima), flanquejada per dues illes més menudes, L'illa de la Cigonya (Tsuru-jima) i L'illa de la Tortuga (Kam-jima).

- El Jardí Seiryū-en és la construcció més recent de tot el castell. Es construí al 1965, a la part nord del complex amb la finalitat de poder rebre en aquest lloc els visitants oficials de Kyoto, així com per ser escenari de diversos esdeveniments culturals. Barreja elements d'estil japonés —com la llacuna i les més de mil pedres curosament situades— amb elements occidentals, com la gespa. El jardí Seiryū-en comprén dues cases de te —la Koun-tei i la Waraku-an— que són usades en cerimònies públiques i recepcions oficials. El jardí cobreix una àrea de 16.500 m².

## Galeria d'imatges

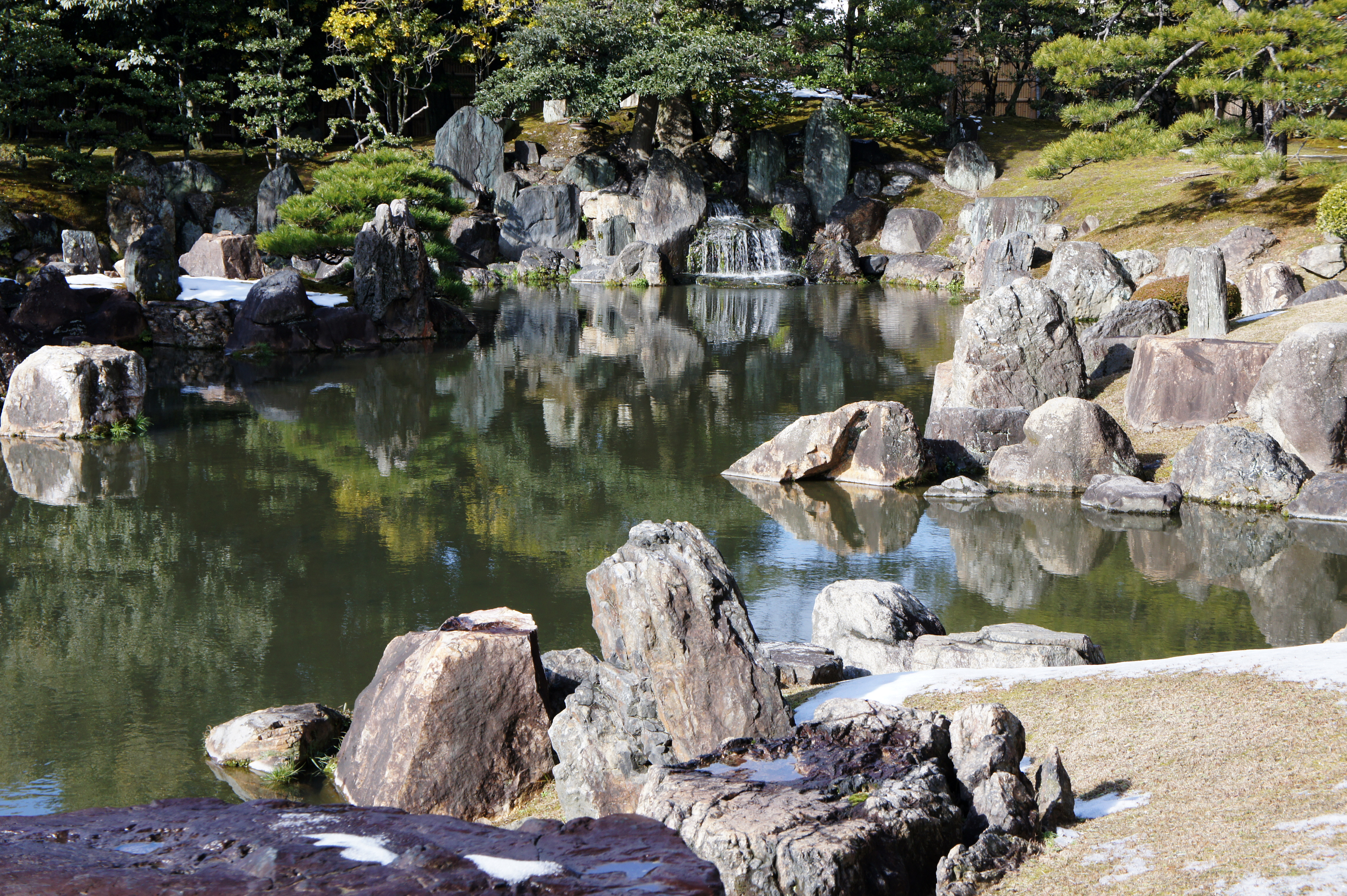
L'estany del jardí de Ninomaru
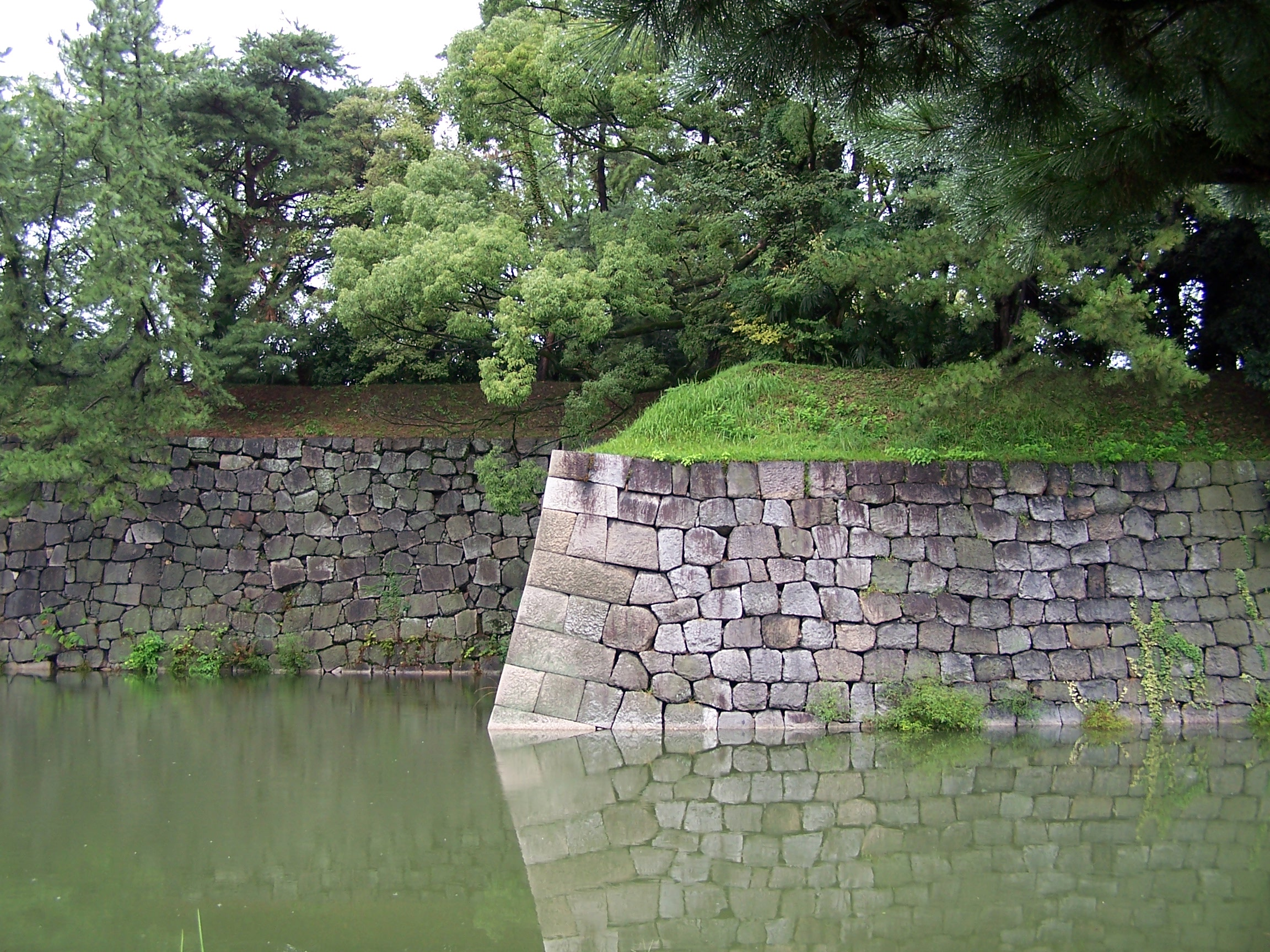
Murs interiors i fossat del castell de Nijō
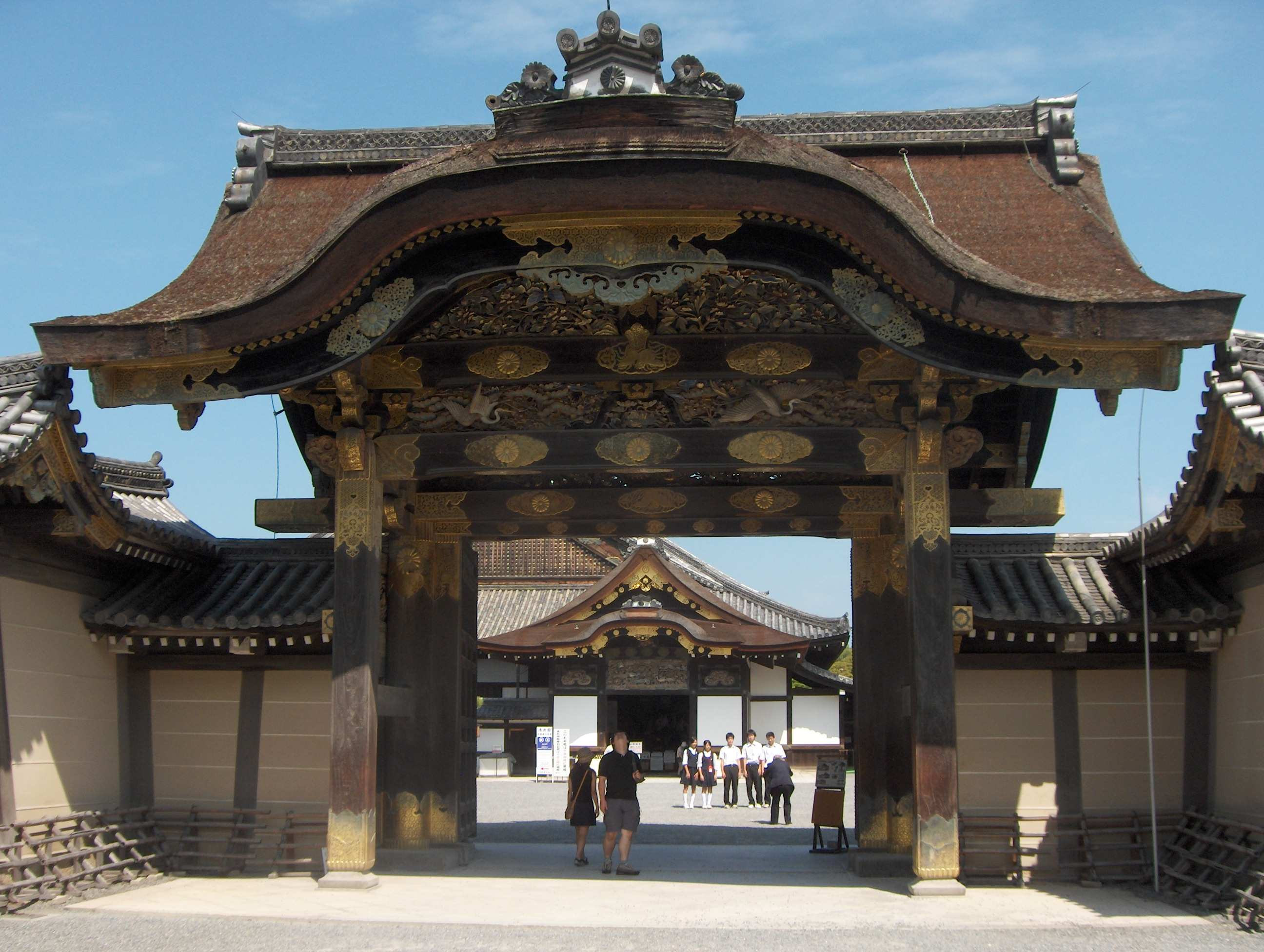
Porta principal del palau de Ninomaru
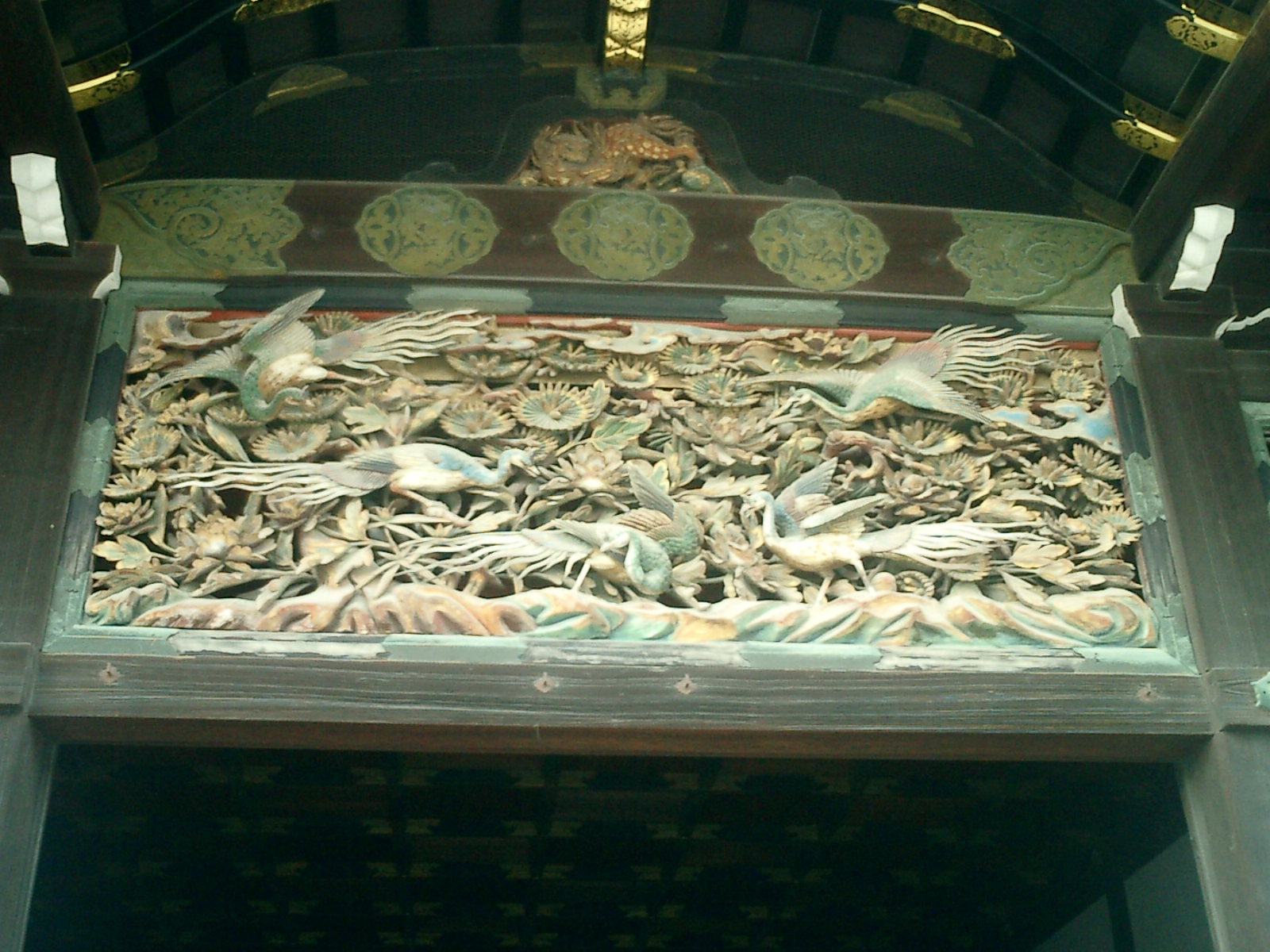
Detall de treball en fusta al palau de Ninomaru